# Бюльбюль короткодзьобий
Бюльбю́ль короткодзьобий (Pycnonotus snouckaerti) — вид горобцеподібних птахів родини бюльбюлевих (Pycnonotidae). Ендемік Індонезії. Раніше вважався підвидом золотобрового бюльбюля, однак був визнаний окремим видом у 2016 році.

## Поширення і екологія
Короткодзьобі бюльбюлі мекають в горах на північному заході Суматри, переважно в межах Національного парку Ґунунґ-Льосер. Вони живуть у вологих гірських тропічних лісах, на галявинах і в чагарникових заростях.

## Збереження
МСОП класифікує цей вид як такий, що перебуває під загрозою зникнення. Раніше вважалося, що ареал виду охоплює більшу площу, однак після обстеження місцевості виявилося, що короткодзьобі бюльбюлі мешкають лише в межах  Національного парку Ґунунґ-Льосер, і є дуже рідкісним видом. За оцінками дослідників, популяція короткодзьобих бюльбюлів становить від 375 до 1500 птахів.